# Lohmühle (Wasserberndorf)
Lohmühle (fränkisch: Lomühl) war eine Stampf- und Schlagmühle in der Gemarkung Wasserberndorf des Marktes Geiselwind im unterfränkischen Landkreis Kitzingen. Bis in die zweite Hälfte des 20. Jahrhunderts war Lohmühle ein Gemeindeteil von Wasserberndorf.

## Geografische Lage
Die Einöde liegt am rechten Ufer der Reichen Ebrach der Hutzelmühle gegenüber. Die Kreisstraße KT 50 führt nach Hutzelmühle zur Staatsstraße 2260 (0,2 km nördlich) bzw. die Bundesautobahn 3 unterquerend an der Lohmühle vorbei nach Hohnsberg (1 km südwestlich). Es ist auf der Flur der Mühle der Jugendzeltplatz Hutzelmühle zu finden. Er wird vom Kreisjugendring Kitzingen betrieben und hat eine Fläche von ca. 10.000 m².

## Geschichte
Erstmals erwähnt wurde die Mühle im Jahr 1742. Damals wurde Peter Reisamer als Müller genannt. Er arbeitete in der „neuen Hohnsperger Hamerschmitten ohnweit von der Hutzelmühl“. Die Schlagmühle befand sich in unmittelbarer Nähe zur Hammermühle bei Füttersee, die lediglich 600 m bachaufwärts an der Ebrach lag. Deshalb wandelte man sie bald darauf in eine Lohmühle um. Am 25. Juni 1788 erwarb die Familie Hoehn, die in der Hutzelmühle saßen, die Mühle vom Stift St. Anna in Würzburg.
Mit dem Gemeindeedikt (frühes 19. Jahrhundert) wurde Lohmühle dem Steuerdistrikt Geiselwind und der Ruralgemeinde Wasserberndorf zugeordnet. Im Jahr 1833 befand sich die Lohmühle immer noch im Besitz der Familie Hoehn. Der Müller Tobias Hoehn betrieb die Anlage zu diesem Zeitpunkt. 1834 wurde die Mühle als Nebenhaus der Hutzelmühle bezeichnet. Nachdem der Mühlenbetrieb vor 1928 aufgegeben worden war, baute man die Mühle in ein Wohnhaus mit Scheune um. Der Ortsname wurde 1952 amtlicherseits aufgehoben. Im Zuge der Gebietsreform in Bayern wurde Lohmühle am 1. Januar 1972 nach Geiselwind eingegliedert.

### Einwohnerentwicklung
| Jahr      | 001818 | 001836 | 001840 | 001861 | 001871 | 001885 | 001900 | 001925 |
| Einwohner | 5      | 4      | 4      | *      | 1      | 4      | 0      | 0      |
| Häuser    | 1      | 1      | 1      |        |        | 1      | 1      | 1      |
| Quelle    | [ 6 ]  | [ 10 ] | [ 11 ] | [ 12 ] | [ 13 ] | [ 14 ] | [ 15 ] | [ 16 ] |

## Religion
Lohmühle ist evangelisch-lutherisch geprägt und nach Kirchrimbach gepfarrt.